# 台灣兒童少年希望協會
社團法人台灣兒童少年希望協會，成立於2010年3月14日，為一具法人資格之社會福利團體。台灣兒少創會宗旨為：「本會為依法設立、非以營利為目的之社會團體，以提供弱勢家庭兒童少年適切服務使其對生命充滿希望為宗旨。」

## 協會前身
為提供弱勢家庭兒童少年適切服務，2001年一群民間教育工作者成立「鶯歌青少年教育關懷協會」網站，陸續從事青少年及兒童輔導諮詢工作。2002年鶯歌青少年教育關懷協會開始籌備並招募會員。2004年正式立案並定名為「台北縣鶯歌鎮青少年教育關懷協會」，同年取得法人登記，隨即接受臺北縣政府委託於三鶯地區辦理弱勢家庭兒童少年社區照顧支持服務方案。2009年為擴大服務範圍，讓更多有需要之弱勢家庭能接受福利服務，鶯歌教協決議將原屬地方性質之協會轉型為全國性社福組織，暫名為「台灣兒童少年希望協會」。

## 大事記要
【2009年8月】由魏璧珍女士擔任發起人代表，向內政部社會司提出成立全國性社會團體(台灣兒童少年希望協會)之申請
【2009年1月】舉辦第一次籌備會議，推選籌備委員組織籌備會案，並由籌備委員一致推選魏璧珍女士擔任籌備會主任委員。
【2009年3月】於2009/03/14舉行台灣兒童少年希望協會成立大會，並選舉第一屆理監事，由魏璧珍女士擔任第一屆理事長。
第一屆理監事名冊：理事長：魏璧珍。常務理事：范姜奕年、許福長。理事：陳麗蘭、潘德城、林梅琴、吳寶芬、吳寶娟、劉浩瑋。常務監事：馮俶玲。監事：蔡世鴻、王淳弘。
【2010年3月】為服務居住於新北市三峽原住民族文化部落居民，正式設立隆恩部落工作站。
【2012年1月】正式成立台灣兒童少年希望協會志工隊
【2013年3月】2013/03/04樹林關懷站開始運作，並於2013/05/07舉辦揭牌儀式。2013/03/17進行第二屆理監事改選，由魏璧珍女士連任台灣兒童少年希望協會第二屆理事長。第二屆理監事名冊：理事長：魏璧珍。常務理事：范姜奕年、許福長。理事：陳麗蘭、徐賢良、林梅琴、吳寶芬、吳寶娟、劉浩瑋。常務監事：馮俶玲。監事：蔡世鴻、鄭鈞彥。
【2013年8月】魏璧珍理事長榮獲第六屆全國兒童守護天使(國際同濟會台灣總會舉辦之全國性選拔活動)

## 服務項目
1.弱勢家庭兒童少年課後照護與生活輔導
2.關懷訪視與外展服務
3.心理諮商與治療
4.行為輔導與行為改變技術
5.小團體輔導與治療
6.弱勢家庭增權與功能重建
7.個案轉介與社區福利資源整合
8.專業志工培訓
9.單親家庭諮詢服務

## 主題活動

### 紅包傳情
借用紅包傳送一份情，傳遞一份關心與鼓勵。這是台灣兒少在農曆過年前一至二個月就會開始的活動，希望讓弱勢的孩子們有機會拿到過年的紅包，獨自擁有，而不是讓他們每到過年只剩羨慕與奢求。關心與祝福其實是一種延續，方式是準備一百元，並把您的關懷放入一個紅包袋，可以是小卡、福袋、書籤、圖畫、書法、糖果、文具、成語等等，透過親手設計，嘉惠給弱勢的孩子。

## 相關連結
- 非營利組織列表